# Ращатски мирен договор
Ращатският мирен договор е подписан между Франция и Австрия на 7 март 1714 година. Разглежда се като част от Утрехтския мирен договор (1713), сложил край на Войната за испанското наследство (1701 – 1714) и разрешил военния конфликт между Испания, Великобритания, Франция, Португалия, Савоя и Холандската република (Австрия участва в преговорите в началото, но се оттегля). Ращатският договор е подготвян е в течение на повече от година от френския маршал Клод Луи Ектор дьо Вилар и австрийския принц Евгений Савойски. В резултат на договора Австрия на Хабсбургите достига най-голямото си териториално разширение от разделянето на наследството на Карл V през 1556 и се превръща в голяма сила в Западна и Южна Европа в допълнение към доминиращото си влияние в Централна Европа.
Освен това през септември 1714 г. е сключен още един договор в Баден, който наистина слага край на военните действия между Франция и Свещената Римска империя. С него Карл VI се отказва от претенциите си към испанския трон, но всъщност Австрия не сключва мир с Испания и не признава Филип V за законен испански крал. Технически състоянието на война с Испания продължава до 1720 г.